# Boardman (Ohio)
Boardman é uma Região censo-designada localizada no estado norte-americano de Ohio, no Condado de Mahoning.

## Demografia
Segundo o censo norte-americano de 2000, a sua população era de 37.215 habitantes.

## Geografia
De acordo com o United States Census Bureau tem uma área de 
41,6 km², dos quais 41,3 km² cobertos por terra e 0,3 km² cobertos por água.

## Localidades na vizinhança
O diagrama seguinte representa as localidades num raio de 8 km ao redor de Boardman. 